# Álvaro Romero Morillo
Álvaro Romero Morillo (n. Sevilla, España; 17 de mayo de 1996) es un futbolista español que juega de extremo en el C. D. Tenerife de la Segunda División de España.

## Carrera deportiva
Álvaro Romero comenzó su carrera como futbolista en el Nervión (Sevilla) y el Diocesano (Cáceres) en División Honor juvenil. 
En 2015 ficha por el Club Deportivo Azuaga de la Tercer División, logrando 20 goles en 37 partidos, lo que le valió para fichar por el Arenas Club de la Segunda División B en 2016, jugando 20 partidos con el club vasco y 4 goles lo que le vale para fichar en el mercado invernal por el Real Murcia, que lo cedió al FC Jumilla, también de la Segunda División B.
En la temporada 2017-18 ficha por el CD Badajoz, también de la categoría de bronce del fútbol español. Pese a no hacer una gran temporada ficha en verano de 2018 por el Extremadura U. D., para jugar, en principio, en su filial.
El 30 de septiembre de 2018 hace su debut profesional en Segunda División con el Extremadura U. D., en un empate a dos goles frente al Elche C. F., llegando a ir convocado 9 veces y teniendo minutos en cuatro de ellos, siendo destacada su participación contra C. D. Numancia y Elche C. F. 
En 2019 deja el Extremadura para jugar con el Unionistas de Salamanca, donde saltó a la fama por hacer el único gol de Unionistas frente al Real Madrid, en la derrota por 1-3 del equipo salmantino en la Copa del Rey de fútbol 2019-20. Fue pieza clave en los esquemas del equipo, siendo considerado por club y afición como el mejor jugador de la temporada, destacando la friolera de 9 penaltis provocados y numerosas tarjetas amarillas y rojas a los contrarios. 
En la temporada 2020-2021, el futbolista firma por el Algeciras CF de la Segunda División B de España. En el conjunto andaluz disputa 90 partidos (un play-off de ascenso a Segunda División) en los que anota 29 goles en tres temporadas, entre la Segunda División B de España y Primera RFEF.
El 29 de junio de 2023, firma por el C. D. Tenerife de la Segunda División de España.

## Clubes
| Club                          | País   | Año         |
| ----------------------------- | ------ | ----------- |
| C. D. Azuaga                  | España | 2015-2016   |
| Arenas de Getxo               | España | 2016-2017   |
| Real Murcia C. F.             | España | 2017        |
| F. C. Jumilla (cedido)        | España | 2017        |
| C. D. Badajoz                 | España | 2017-2018   |
| Extremadura U. D. "B"         | España | 2018-2019   |
| Extremadura U. D.             | España | 2018-2019   |
| Unionistas de Salamanca C. F. | España | 2019 - 2020 |
| Algeciras C. F.               | España | 2020 - 2023 |
| C. D. Tenerife                | España | 2023-       |